# Andres Serrano
Andres Serrano (New York, 15 agosto 1950) è un fotografo statunitense, noto per le sue foto di cadaveri, per l'utilizzo di fluidi corporei nelle sue immagini, e per lavori controversi come Piss Christ, la foto di un crocifisso immerso nell'urina dell'artista stesso.

## Biografia
Andrés Serrano è cittadino americano di origine honduregna e afro-cubana. Dal 1967 al 1969 ha studiato arte al Brooklyn Museum and Art School. Vive e lavora a New York.

## Opere
Molte fotografie di Serrano utilizzano liquidi corporei come il sangue, lo sperma o il latte materno.
Il lavoro Blood and Semen III, creato a partire da sangue e liquido seminale è stato usato come copertina dell'album Load della thrash metal band Metallica; inoltre la medesima opera è stata stampata su vari capi di abbigliamento della collezione Fall/Winter 2017 messa sul mercato dal brand statunitense Supreme NYC. Piss and Blood è stato usato per la copertina di ReLoad, sempre della stessa band. Inoltre nel 2002, con la collaborazione di Paulo von Vacano realizza la mostra personale intitolata Via Crucis all'interno della Chiesa sconsacrata di Santa Marta a Roma.
Dopo le opere degli inizi, negli anni '90 crea le serie "Nomads" e "The Clan". La prima ha per oggetto gli homeless di NY mentre la seconda gli esponenti del Ku Klux Klan.
Il 1992 è l'anno della celebre serie "The morgue" con la quale l'artista, dopo Piss Christ,  torna a scuotere l'opinione pubblica. La serie è costituita da immagini macabre e scioccanti riprese negli obitori.
Nel 1995-1996 l'artista produce la serie "A History of Sex" dalla quale verrà tratto un film.
Degli anni 2000 sono le serie "America", "Cuba", "Jerusalem", "Residents of New York", "Torture", "Made in China" fino alla recente "The Game: All things Trump", una raccolta di oltre mille oggetti su e di Donald Trump.